# Uncertainty
Uncertainty es una película de 2008 escrita, producida, y dirigida por Scott McGehee y Davis Siegel, y protagonizada por Lynn Collins y Joseph Gordon-Levitt. Fue primero lanzada en 2008 en el Festival Internacional de Cine de Toronto.
Los derechos de distribución fueron adquiridos por IFC Films y fue con un lanzamiento limitado el 13 de noviembre de 2009. La película fue grabada en HD en Arriflex D-20.

## Elenco
- Lynn Collins
- Joseph Gordon-Levitt
- Assumpta Serna
- Olivia Thirlby

## Recepción
La película tuvo un 54% de aprobación en Rotten Tomatoes.